# St. Bonifatius (Rheinfeldshof)

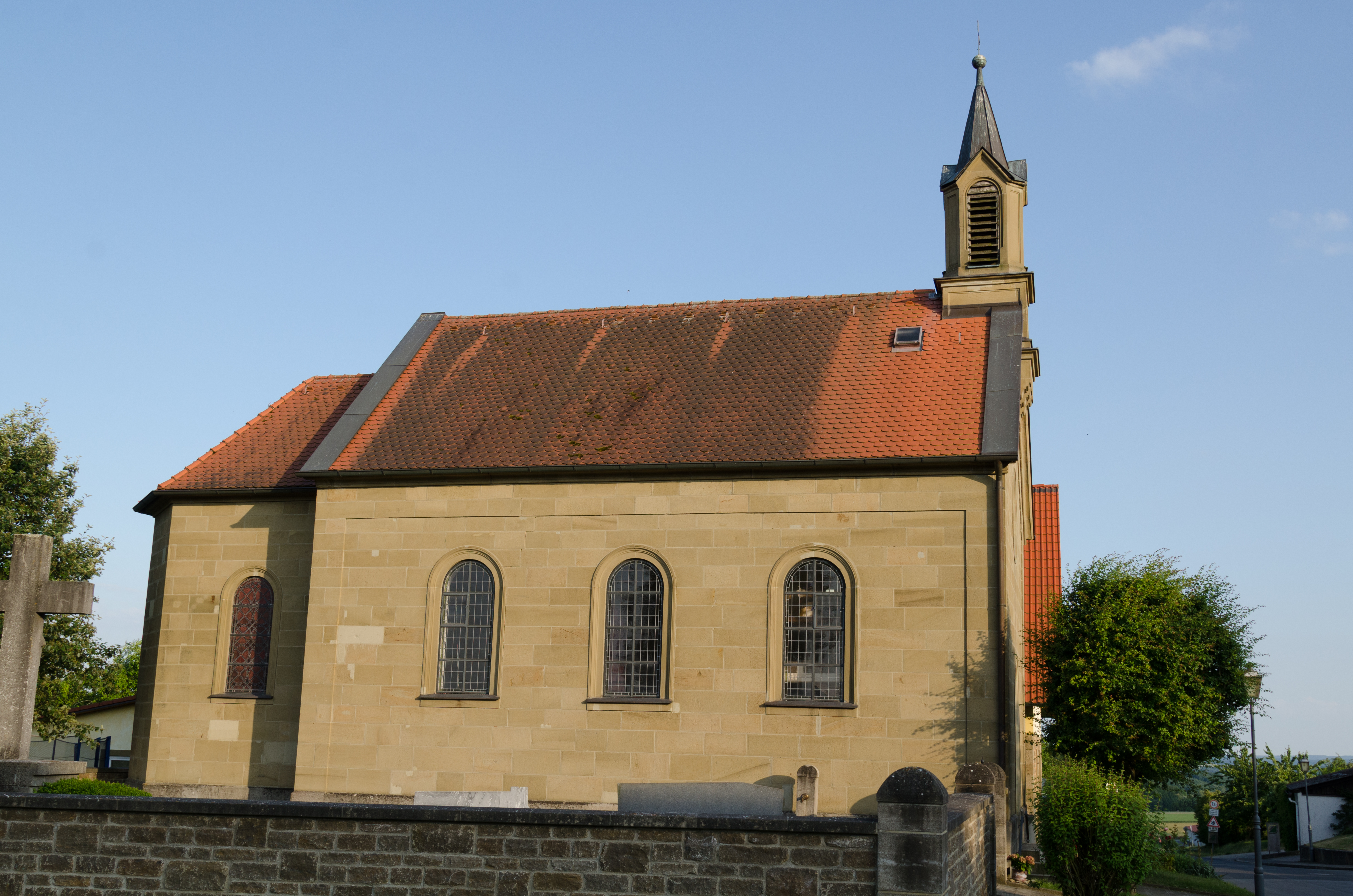
St. Bonifatius in Rheinfeldshof

Die römisch-katholische Filialkirche St. Bonifatius ist die Dorfkirche von Rheinfeldshof, einem Gemeindeteil von Strahlungen im unterfränkischen Landkreis Rhön-Grabfeld in Bayern. Die Kirche gehört zu den Baudenkmälern von Strahlungen und ist zusammen mit der Kirchhofmauer unter der Nummer D-6-73-171-18 in der Bayerischen Denkmalliste registriert. Die dem hl. Bonifatius gewidmete Kirche gehört zum Dekanat Rhön-Grabfeld im Bistum Würzburg.

## Geschichte
Der Weiler Rheinfeldshof gehörte seit dem 12. Jahrhundert zur Großpfarrei Wermerichshausen, die wiederum später zur Pfarrei Maria Bildhausen gehörte. Über Jahrhunderte hatte der Ort dementsprechend bescheidene Gotteshäuser. So ist beispielsweise ein Bethaus im 19. Jahrhundert belegt. Nach der Auflösung des Klosters Maria Bildhausen wurde erwogen, in Rheinfeldshof eine Pfarrei einzurichten, wodurch in dem Ort eine neue große Kirche und ein Pfarrhaus entstanden wären. Stattdessen entstand die Pfarrei in Strahlungen; die Bürger von Rheinfeldshof besuchten den Gottesdienst in Fridritt (heute Gemeindeteil von Münnerstadt).
Mitte des 19. Jahrhunderts wurde der Wunsch nach einem würdigen Kirchenbau immer drängender, und so wurde im Jahr 1888 der Neubau genehmigt. Im Folgejahr 1889 konnte die Kirche eingeweiht werden; das genaue Weihedatum ist unbekannt. Die Muschelkalksteine wurden eigenhändig aus Wermerichshausen (heute Gemeindeteil von Münnerstadt) herbeigeschafft.

## Architektur und Innenausstattung
Die Kirche ist mit drei Fensterachsen, einem kleinen Chor und einem zierlichen Türmchen auf dem Langhaus ausgestattet. Ihr heutiges Erscheinungsbild bekam die Kirche durch Renovierungen in den 1930er Jahren sowie zwischen 1993 und 1995. Durch den rundbogigen Choreingang mit einem Buntglasfenster, dass die Muttergottes zeigt, eine kleine Empore und die freigelegte Holzdecke kommt ein harmonischer Raumeindruck zustande. Im Chorraum befindet sich der Altar mit einer Reliefdarstellung aus dem Leben Moses’. An der Chorwand ist der hl. Bonifatius dargestellt. Herausragende Arbeiten sind auch die Statuen des hl. Josef und der Muttergottes. Die Stationsbilder sind wahrscheinlich in Luxemburg entstanden.